# Arctia staettermayeri
Arctia staettermayeri là một loài bướm đêm thuộc phân họ Arctiinae, họ Erebidae.